# Холемия
Холеми́я — патологический синдром, характеризующийся накоплением в крови желчных кислот. В норме содержание кислот в крови составляет 5-25 мМ/литр. Если их количество увеличивается, развивается холемия.

## Симптомы
Желчные кислоты оказывают вначале раздражающее действие (кожный зуд), а затем токсическое действие на различные системы организма. Они угнетают функцию ЦНС (в тяжёлых случаях вызывают серьёзные мозговые явления (бред, судороги, кому)), нарушают функцию сердечно-сосудистой системы (развивается брадикардия (до 40 ударов в минуту, гипотензия, снижение сократимости миокарда), системы дыхания (развивается одышка, периодическое дыхание) и системы терморегуляции (гипертермия до 42°). Желчные кислоты влияют на систему крови (происходит гемолиз эритроцитов, развитие анемии), наблюдается снижение свертываемости крови в связи с образованием комплекса желчных кислот и кальция — образование нерастворимых соединений холатов.
Случаи c выраженными нарушениями функции ЦНС и системы гемостаза обозначают как тяжёлую желтуху (icterus gravis).

## Лечение
При установленном рентгенологически (холецистохолангиография) наличии механического препятствия оттоку жёлчи лечение осуществляется хирургическим путём.